# Свято-Димитриевский храм (Новочеркасск)
Свя́то-Дими́триевский храм — православный храм в Новочеркасске в честь Димитрия Солунского, расположен на территории городского кладбища, из-за чего храм также называют Кладбищенская церковь Димитрия Солунского.

## История
Осенью 1810 года на территории городского кладбища была освящена деревянная церковь во имя Святого Димитрия Солунского. Деревянная церковь просуществовала до 1861 года. По инициативе донского атамана Хомутова и архиепископа Донского и Новочеркасского Иоанна с 1857 года на кладбище строится каменная церковь, которая заменила деревянную. Строительство церкви производилось на средства войска Донского и благотворителей и было завершено в 1859 году. Автором проекта стал известный архитектор Иван Вальпреде.
В 1901 году при церкви была открыта церковно-приходская школа, которая продолжает работу и в настоящее время. Также при храме действовала часовня, в память казаков, погибших на фронтах Первой мировой войны.
На территории кладбища на котором находится храм были похоронены первый выборный Атаман войска Донского со времен Петра I Каледин, Алексей Максимович (могила не сохранилась), Донской историк В. Сухоруков, сын наказного атамана М. Г. Хомутова и многие другие. Среди сохранившихся, хотя и разграбленных или разрушенных захоронений, существуют могилы генералов Хрещатицкого, Лютенскова и другие.
После установления советской власти в Новочеркасске в 1920 году храм не закрывался и оставался действующим. В 1999 году в храме были освящены и устроены шесть новых колоколов, также был проведен ремонт храма и озолочение крестов.